# ترينتولا دوسينتا
ترينتولا دوسينتا (بالإيطالية: Trentola Ducenta) هي كومونا في مقاطعة كزرتة في منطقة كمبانية الإيطالية، تقع على بعد 20 كيلومترًا (12 ميلًا) شمال غرب نابولي و15 كيلومترًا (9 ميلًا) جنوب غرب كزرتة.